# Empresas Polar
Empresas Polar, «Эмпресас Полар» — венесуэльский конгломерат, основанный в 1941 году как пивоварня. Это крупнейшая и наиболее известная пивоварня в Венесуэле, но с тех пор она диверсифицировалась в целом ряде отраслей, в основном связанных с переработкой и упаковкой пищевых продуктов, которые также охватывают рынки за рубежом. По состоянию на 2016 г. он отличался энергией и общественной поддержкой во время экономического кризиса в Венесуэле.

## Дочерние
- Cervecería Polar
- Alimentos Polar
- Pepsi-Cola Venezuela (совместное предприятие с PepsiCo)